# Pasing

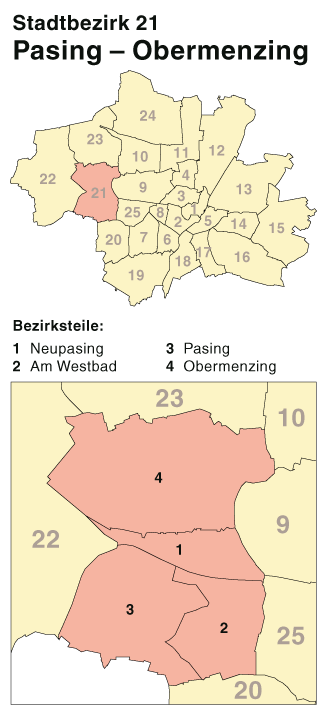
Pasing elhelyezkedése

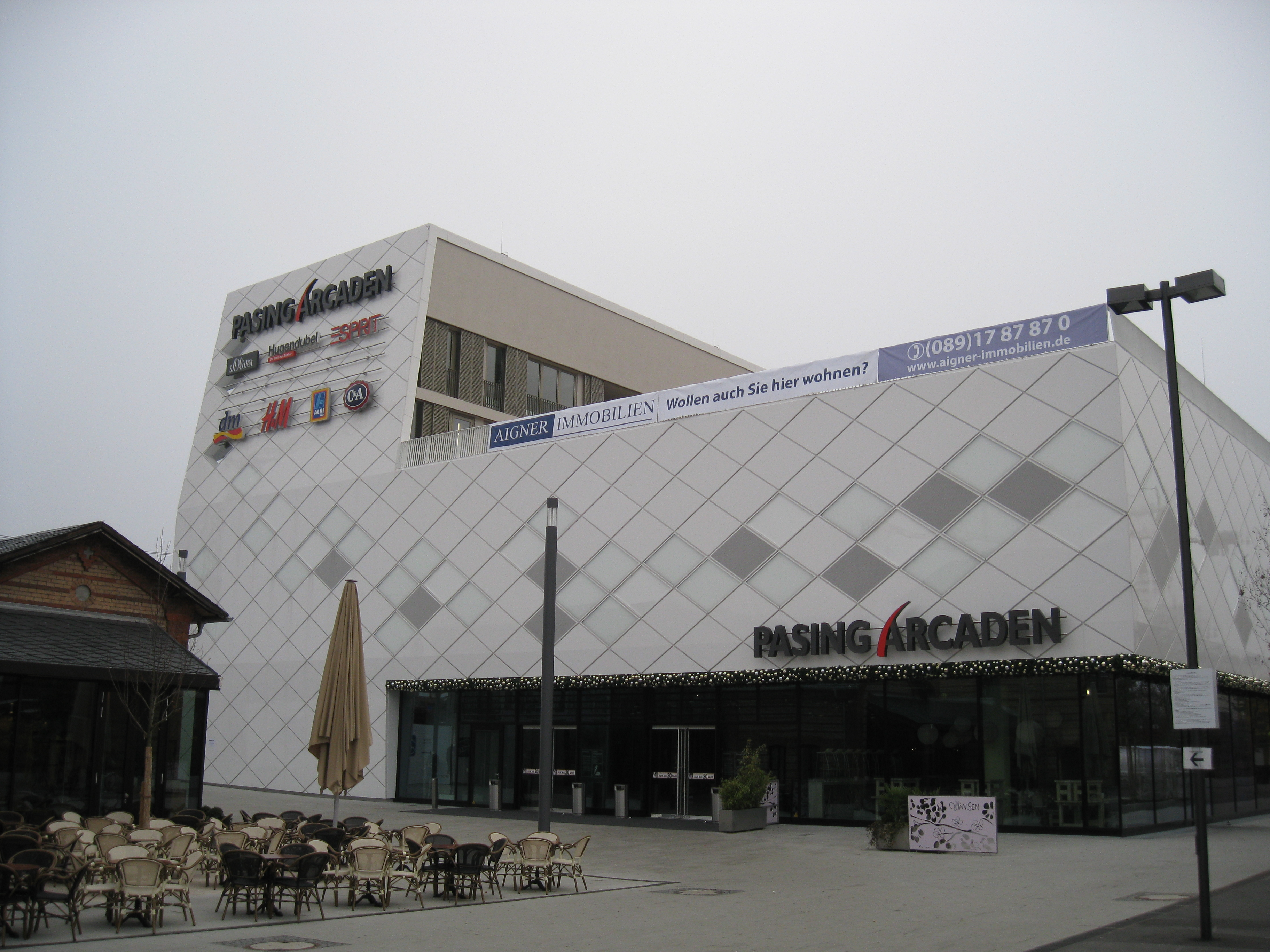
Pasing Arcaden

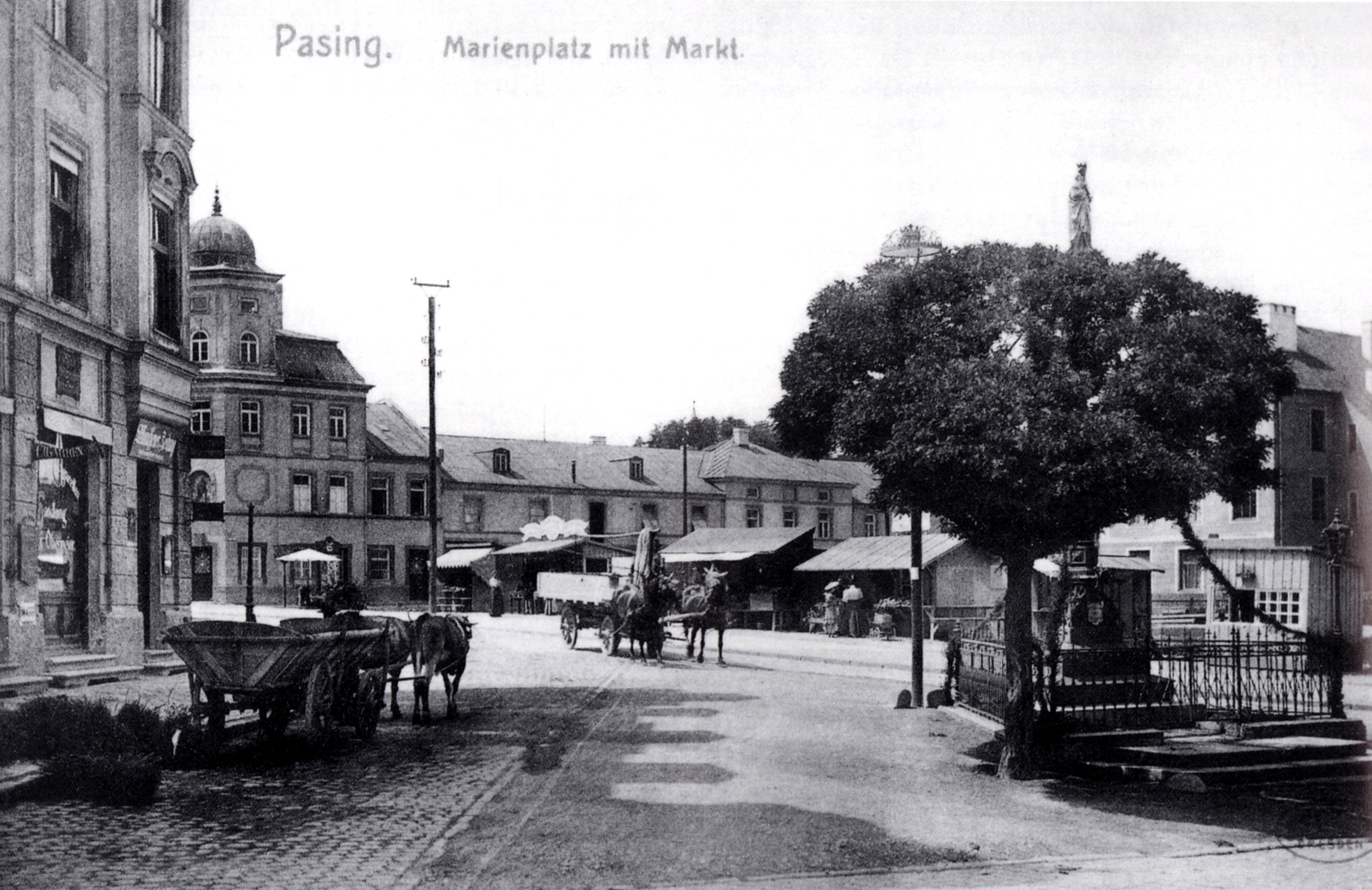
Pasing Marienplatz 1900 körül

Pasing a Münchenben található Pasing-Obermenzing városrész egyik kerülete.

## Látnivalók
- Westbad

## Népesség
A kerület népességének változása az elmúlt években:
| Lakosok száma | 39 723 | 35 752 | 35 728 |
|               | 1991   | 1999   | 2014   |

## Iskolák
A kerületben az alábbi iskolák találhatóak:
- Samuel-Heinicke-Schulen des SchulCentrums Augustinum in der Dachstraße,
mit Samuel-Heinicke-Realschule, Fachoberschule und Evangelischem Studienheim
- Grundschule an der Bäckerstraße
- Grundschule an der Oselstraße
- Grundschule am Schererplatz
- Sonderpädagogisches Förderzentrum München-West, Schererplatz 3
- Grund- und Hauptschule an der Peslmüllerstraße, seit Sept. 2011: Mittelschule an der Peslmüllerstraße
- biliguale Jan-Amos-Comenius-Grundschule der Münchner Schulstiftung -Ernst v. Borries-
- Anne-Frank-Realschule
- Karlsgymnasium München-Pasing
- Max-Planck-Gymnasium
- Elsa-Brändström-Gymnasium
- Städtisches Bertolt-Brecht-Gymnasium
- Staatliche Wirtschaftsschule München
- Münchner Volkshochschule, Stadtbereichszentrum West, Bäckerstraße 14
- Fakultäten der Hochschule München: Betriebswirtschaft, Sozialwesen und Tourismus
- Staatsinstitut für die Ausbildung von Fachlehrern Abteilung II
- Evangelische Friedrich-Oberlin Fachoberschule